# Ewa Piątkowska
Ewa Maria Piątkowska (ur. 16 września 1984 w Radomiu) – polska bokserka zawodowa. Pierwsza polska mistrzyni Europy i mistrzyni świata WBC, najbardziej prestiżowej federacji bokserskiej. Reprezentantka Polski w rugby.

## Życiorys
Uprawianie sportu zaczęła od koszykówki, którą trenowała przez 4 lata w LXII Liceum Ogólnokształcącym Mistrzostwa Sportowego im. gen. Władysława Andersa w Warszawie. W 2002 jako koszykarka reprezentowała Polonię Warszawa, jednak po ukończeniu szkoły średniej i wyjeździe na studia do USA porzuciła koszykówkę.
W wieku 22 lat zaczęła trenować boks. W 2007 zdobyła mistrzostwo Śląska, a w 2008 wicemistrzostwo Polski. W 2008 na mistrzostwach świata w Ningbo w Chinach doszła do 1/4 finału, przegrywając z Rosjanką Jeleną Wystropową stosunkiem 1:12. Rok później na mistrzostwach Europy w Mikołajowie na Ukrainie odpadła w ćwierćfinale po porażce ze Szwedką Luminitą Turcin (0:7). Nie widząc możliwości przejścia do boksu zawodowego, wycofała się z ringu i skoncentrowała na trenowaniu rugby w drużynach Frogs Warszawa i Tygrysice Sochaczew. W 2012 jako reprezentantka Polski rugby uczestniczyła w mistrzostwach Europy oraz została uznana za „Rugbistkę Roku 2012” przez użytkowników serwisu RugbyPolska.pl.

## Kariera bokserska

### 2013–2014: Początek boksu zawodowego
16 lutego 2013 na gali w Pionkach Piątkowska zadebiutowała na zawodowym ringu. Pokonała w pierwszej rundzie przez techniczny nokaut reprezentantkę Bośni i Hercegowiny Maję Jahić.
31 sierpnia 2013 rywalką Polki była Czeszka Pavla Votavová (0-3, 0 KO). Piątkowska wygrała przez nokaut już w pierwszej rundzie.
W styczniu 2014 Piątkowska podpisała kontrakt z grupą promotorską KnockOut Promotions i rozpoczęła pracę z trenerem Fiodorem Łapinem.
15 marca 2014 na gali w Hotelu Arłamów w Arłamowie znokautowała w pierwszej rundzie Słowaczkę Dasę Gaborovą (0-1, 0 KO).
31 maja 2014 na gali w Lublinie pokonała jednogłośnie na punkty (40:36, 40:36 i 40:36) w czterorundowym pojedynku Klaudię Szymczak (1-4, 1 KO).
18 października 2014 w Nowym Dworze Mazowieckim Piątkowska pokonała przez techniczny nokaut w trzeciej rundzie Węgierkę Zsófię Bedő (12-30-1, 2 KO).

### 2015–2017: mistrzostwo Europy EBU i świata WBC
31 stycznia 2015 na gali Wojak Boxing Night w Toruniu w szóstej kolejnej walce z byłą mistrzynią Europy Belgijką Sabriną Giuliani (12-4, 1 KO), wygrała jednogłośnie na punkty (3 × 80:72) w ośmiorundowym pojedynku.
10 kwietnia 2015 na gali w Gliwicach zmierzyła się w pojedynku o wakujący pas WBC Silver z Kenijką Jane Kavulani (16-12-2, 6 KO). Po dziesięciu rundach wygrała jednogłośnie na punkty stosunkiem głosów 3 × 100:91, zdobywając pierwszy tytuł w karierze.
27 listopada 2015, podczas gali Polsat Boxing Night w Rzeszowie, pokonując Niemkę Marie Riederer (15-4, 10 KO), jako pierwsza Polka w historii zdobyła tytuł mistrzyni Europy w boksie zawodowym kobiet (pas EBU). Na przestrzeni dziesięciu rund Piątkowska wygrała według sędziów dziewięć rund.
17 września 2016 podczas gali Polsat Boxing Night w Gdańsku wywalczyła tytuł mistrzyni świata federacji WBC, wygrywając jednogłośnie na punkty z Aleksandrą Magdziak Lopes (16-3-2, 1 KO).

### Od 2018: Powrót po 1,5-rocznej przerwie
25 maja 2018 w pojedynku Narodowej Gali Boksu w Warszawie pokonała niejednogłośną decyzją sędziów (stosunkiem dwa do remisu) Szwedkę Marię Lindberg (16-4-2, 9 KO).

## Kariera we freak fightach

### Niedoszły debiut na MMA-VIP
5 września 2020 Piątkowska pojawiła się w studiu podczas gali Fame MMA 7: Popek vs. Stifler, gdzie dała do zrozumienia, że możemy spodziewać się jej debiutu w mieszanych sztukach walki (MMA), a ma on nastąpić we freakowej federacji. Treningi rozpoczęła w Akademii Sportów Walki Wilanów pod okiem Mirosława Oknińskiego. Miesiąc później trener Piątkowskiej w wywiadzie dla portalu "MMA - Bądź na bieżąco", zapowiedział debiut swojej zawodniczki jeszcze w tym roku. 16 grudnia federacja MMA-VIP ogłosiła trzech zawodników (w tym Piątkowską), którzy zawalczą 13 lutego 2021 roku.  Piątkowska na ponad miesiąc przed zapowiedzianą galą, poinformowała fanów, że doznała kontuzji, która wykluczyła jej walkę.

### Prime Show MMA
W październiku 2022 podczas trwającej gali Prime 3: Street Fighter, ogłoszono zestawienie Ewy Piątkowskiej z Anną „Anną IFBB PRO" Andrzejewską na galę Prime 4: Królestwo zaplanowaną na termin 26 listopada. Walkę po trzech pełnych rundach dominacją pięściarską zwyciężyła Piątkowska.
30 maja 2023 Prime Show MMA za pomocą mediów społecznościowych ogłosiło pierwszą w historii tej federacji walkę damsko-męską, w której zmierzyła się Ewa Piątkowska oraz Adrian Salwa znany pod pseudonimem „Puszbarber". Walka w formule boksu odbyła się 1 lipca podczas gali Prime 5: Don Kasjo vs. Zadora we wrocławskiej Hali „Orbita”. Piątkowska wygrała pojedynek jednogłośnie na kartach punktowych.

### Fame MMA
W listopadzie 2023 roku Piątkowska dołączyła do organizacji Fame MMA. U nowego pracodawcy zadebiutowała podczas gali Fame 21: Pretendent, która rozegrała się 18 maja 2024 w PreZero Arenie w Gliwicach. Jej rywalką została profesjonalna zawodniczka mieszanych sztuk walki, Klaudia Syguła. Starcie zawodniczek zakontraktowano na nietypowych zasadach, m.in. każda runda odbyła się w innej formule walki, jednak każda w rękawicach do MMA. Runda pierwsza została rozpoczęta od formuły bokserskiej, druga odsłona od formuły kick-bokserskiej, zaś do trzeciej rundy na zasadach MMA nie doszło. Starcie zakończyło się po drugiej rundzie wygraną Syguły, przez niezdolność Piątkowskiej do kontynuowania walki, która została poddana przez swój narożnik.

## Osiągnięcia

### Boks
- Mistrzostwo Świata WBC – 2016
- Mistrzostwo Europy EBU – 2015
- Mistrzostwo WBC Silver – 2015

## Lista walk zawodowych w boksie na zawodowym ringu
| Statystyka stoczonych walk zawodowych |
| --- |
| Zwycięstw: 16 (KO – nokautów: 4, walk zakończonych na punkty: 12) Przegranych: 1 (KO – nokautów: 0, walk zakończonych na punkty: 1) Remisów: 0 |

| Wynik      | Rekord | Przeciwnik (bilans przed walką)    | Rozstrzygnięcie | Runda    | Data                 | Miejsce                         | Uwagi                                                              |
| ---------- | ------ | ---------------------------------- | --------------- | -------- | -------------------- | ------------------------------- | ------------------------------------------------------------------ |
| Zwycięstwo | 16-1   | Judy Waguthii (17-9-4)             | UD              | 6        | 14 maja 2021         | Warszawa                        |                                                                    |
| Zwycięstwo | 15-1   | Róża Gumienna (0-0)                | MD              | 6 (2:00) | 5 grudnia 2020       | Warszawa                        |                                                                    |
| Zwycięstwo | 14-1   | Karina Kopińska (13-32-4)          | UD              | 6        | 12 czerwca 2020      | Pałac w Konarach                |                                                                    |
| Zwycięstwo | 13-1   | Kamila Boka (3-2)                  | PTK             | 6        | 12 lipca 2019        | GBK Dzierżoniów                 |                                                                    |
| Zwycięstwo | 12-1   | Ornella Domini (13-1-0)            | UD              | 10       | 17 listopada 2018    | Gliwice                         | Obroniła mistrzostwo świata federacji WBC w wadze junior średniej. |
| Zwycięstwo | 11-1   | Maria Lindberg (16-3-2)            | MD              | 10       | 25 maja 2018         | Stadion Narodowy w Warszawie    | Obroniła mistrzostwo świata federacji WBC w wadze junior średniej. |
| Zwycięstwo | 10-1   | Aleksandra Magdziak Lopes (16-3-2) | UD              | 10       | 17 września 2016     | Ergo Arena, Gdańsk              | Zdobyła mistrzostwo świata federacji WBC w wadze junior średniej.  |
| Zwycięstwo | 9-1    | Karina Kopińska (6-10-3)           | UD              | 6        | 7 maja 2016          | Tarnów                          |                                                                    |
| Zwycięstwo | 8-1    | Marie Riederer (16-3-1)            | UD              | 10       | 27 listopada 2015    | Hala Podpromie, Rzeszów         | Zdobyła mistrzostwo Europy w wadze półśredniej (pas EBU)           |
| Przegrana  | 7-1    | Ewa Brodnicka (9-0-0)              | SD              | 8        | 26 września 2015     | Atlas Arena, Łódź               |                                                                    |
| Zwycięstwo | 7-0    | Jane Kavulani (16-12-2)            | PTS             | 10       | 10 kwietnia 2015     | Gliwice                         | Zdobyła wakujący tytuł federacji WBC Silver                        |
| Zwycięstwo | 6-0    | Sabrina Giuliani (12-3-0)          | UD              | 8        | 31 stycznia 2015     | Hala Widowiskowo-Sportowa Toruń |                                                                    |
| Zwycięstwo | 5-0    | Zsófia Bedő (12-30-1)              | TKO             | 3 (0:21) | 18 października 2014 | Nowy Dwór Mazowiecki            |                                                                    |
| Zwycięstwo | 4-0    | Klaudia Szymczak (1-4-0)           | UD              | 4        | 31 maja 2014         | Hala Globus, Lublin             |                                                                    |
| Zwycięstwo | 3-0    | Dasa Gaborova (0-1-0)              | KO              | 1 (0:40) | 15 marca 2014        | Hotel Arłamów, Arłamów          |                                                                    |
| Zwycięstwo | 2-0    | Pavla Votavová (0-3-0)             | TKO             | 1        | 31 sierpnia 2013     | Sportgym Radom, Radom           |                                                                    |
| Zwycięstwo | 1-0    | Maja Jahić (0-0)                   | TKO             | 1 (1:12) | 16 lutego 2013       | Pionki                          |                                                                    |

TKO – techniczny nokaut, KO – nokaut, UD – jednogłośna decyzja, SD- niejednogłośna decyzja, MD – decyzja większości, PTS – walka zakończona na punkty, DQ – dyskwalifikacja

## Lista walk freak fight w oktagonie

### MMA
| Wynik      | Bilans | Przeciwnik (bilans przed walką) | Rozstrzygnięcie       | Runda | Czas | Wydarzenie         | Data       | Miejsce  | Uwagi |
| ---------- | ------ | ------------------------------- | --------------------- | ----- | ---- | ------------------ | ---------- | -------- | ----- |
| Zwycięstwo | 1-0    | Anna Andrzejewska (1-1)         | Decyzja (jednogłośna) | 3     | 3:00 | Prime 4: Królestwo | 26.11.2022 | Szczecin |       |

### Boks
| Wynik      | Bilans | Przeciwnik (bilans przed walką) | Rozstrzygnięcie       | Runda | Czas | Wydarzenie                    | Data       | Miejsce | Uwagi                         |
| ---------- | ------ | ------------------------------- | --------------------- | ----- | ---- | ----------------------------- | ---------- | ------- | ----------------------------- |
| Zwycięstwo | 1-0    | Adrian Salwa (0-1)              | Decyzja (jednogłośna) | 3     | 2:00 | Prime 5: Don Kasjo vs. Zadora | 01.07.2023 | Wrocław | Walka damsko-męska. Waga open |

### Zasady niestandardowe
| Wynik     | Bilans | Przeciwnik (bilans przed walką) | Rozstrzygnięcie               | Runda | Czas | Wydarzenie          | Data       | Miejsce | Uwagi                                                                                      |
| --------- | ------ | ------------------------------- | ----------------------------- | ----- | ---- | ------------------- | ---------- | ------- | ------------------------------------------------------------------------------------------ |
| Przegrana | 0-1    | Klaudia Syguła (6-1)            | TKO (poddanie przez narożnik) | 2     | 3:00 | Fame 21: Pretendent | 18.05.2024 | Gliwice | Specjalne zasady: 1 runda boks, 2 runda kick-boxing/k-1, 3 runda MMA. Limit umowny -68 kg. |

## Życie prywatne
Ukończyła studia w zakresie informatyki w Polsko-Japońskiej Akademii Technik Komputerowych w Warszawie. W 2006 uzyskała certyfikat biegłości Proficiency w języku angielskim. Po wycofaniu się z boksu amatorskiego, pracowała jako kontrolerka lotów na warszawskim lotnisku Okęcie.
Udziela się także jako ekspertka i komentatorka boksu oraz jako tłumaczka. Jest również kojarzona z aktywną działalnością charytatywną, szczególnie związaną z dziećmi i zwierzętami.
W 2017 wystąpiła w krótkometrażowym filmie Ksiądz w reżyserii Wojciecha Smarzowskiego, gdzie zagrała zakonnicę.